# Aegaeo Rupes
L'Aegaeo Rupes è una struttura geologica della superficie di Mercurio.